# Editoria musicale

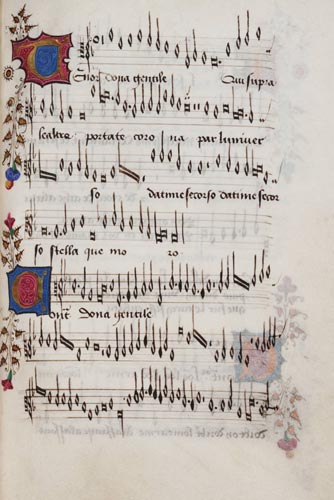
Una pagina dallo Chansonnier Mellon (c. 1470), uno degli ultimi manoscritti musicali copiati a mano, forse preparato per il matrimonio fra Beatrice d'Aragona e Mattia Corvino.

L'editoria musicale o stampa musicale è quella branca dell'editoria che si occupa della stampa di materiale musicale, come partiture, spartiti ed edizioni critiche, ad uso degli esecutori. Figure imprenditoriali e aziendali di tale attività sono l'editore musicale e le case editrici musicali, più comunemente dette edizioni musicali. Le case editrici si occupano anche di promuovere le musiche composte dai propri autori e di riscuotere parte dei diritti d'autore maturati, i quali vengono ripartiti tra i compositori e le edizioni.

## L'editore musicale
La figura dell'editore musicale nell'industria discografica è una figura importantissima che si affianca a quella dell'autore e del compositore. L'editore musicale promuove, diffonde e valorizza la creazione musicale dal punto di vista economico e artistico, a partire dalla pubblicazione degli spartiti. Rappresenta anche un intermediario tra l'artista e i produttori discografici. Uno dei suoi compiti è quello di occuparsi della diffusione dell'opera in altri paesi, affidandosi ad un sub-editore (del paese in questione) al quale vengono attribuiti i diritti di sfruttamento dell'opera per un preciso periodo di tempo. È incaricato anche della tutela e protezione giuridica, dei problemi legali e del deposito in SIAE.